# Гуммулі
Гу́ммулі (ест. Hummuli alevik) — селище в Естонії, у волості Тирва повіту Валґамаа.

## Населення
Чисельність населення на 31 грудня 2011 року становила 310 осіб.

## Географія
Через населений пункт проходить автошлях 6 (Валґа — Уулу).

## Історія
До 21 жовтня 2017 року селище входило до складу волості Гуммулі повіту Валґамаа й було її адміністративним центром.

## Пам'ятки
- Маєток Гуммулі (Hummuli mõis)

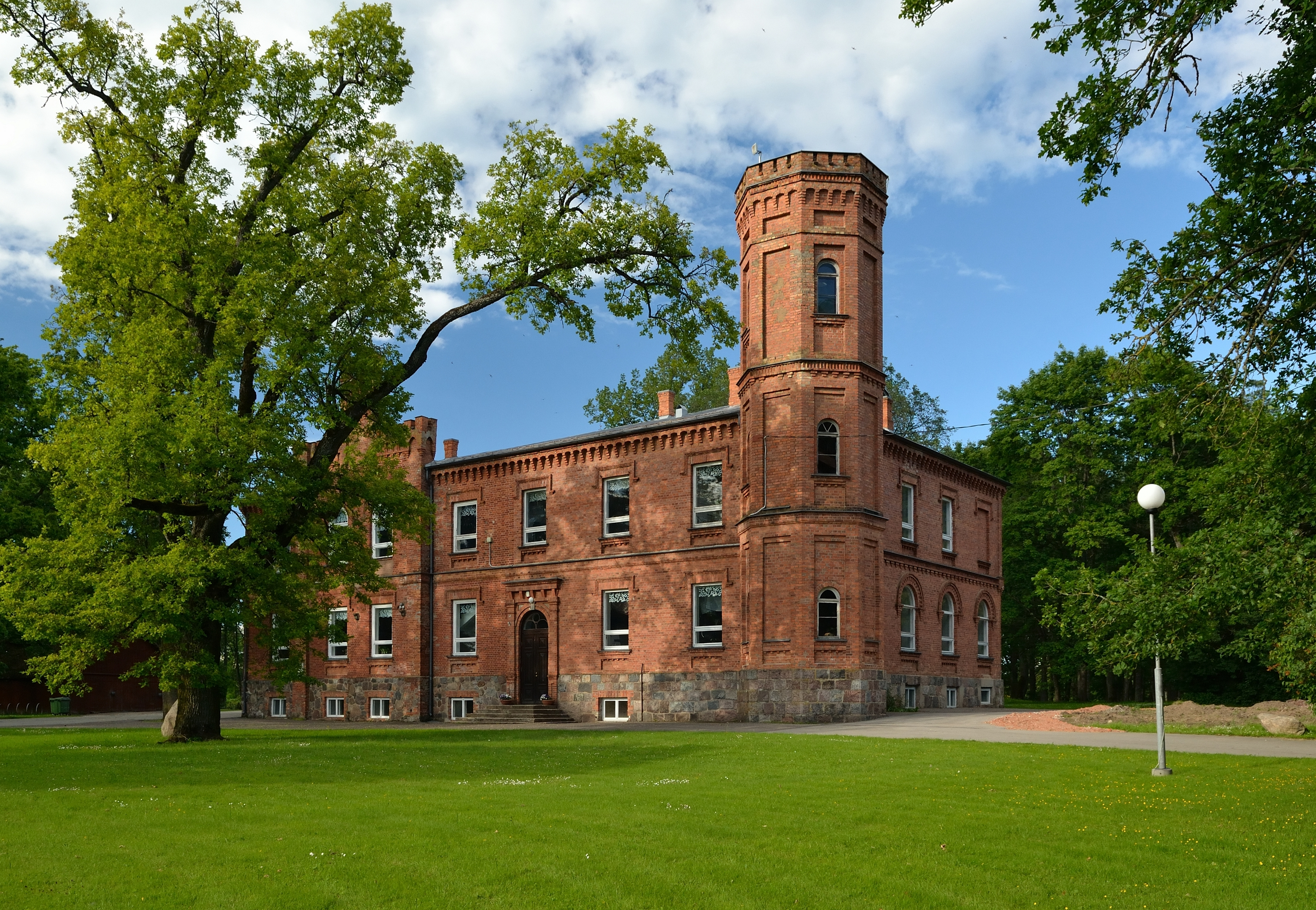
Головна будівля маєтку